# HMS Albion (1898)
O HMS Albion foi um couraçado pré-dreadnought operado pela Marinha Real Britânica e a terceira embarcação da Classe Canopus. Sua construção começou em dezembro de 1896 nos estaleiros da Thames Ironworks em Londres e foi lançado ao mar em junho de 1898, sendo comissionado na frota britânica em junho de 1901. Era armado com uma bateria principal composta por quatro canhões de 305 milímetros montados em duas torres de artilharia duplas, tinha um deslocamento carregado de mais de catorze mil toneladas e alcançava uma velocidade máxima de dezoito nós.
O Albion serviu primeiro no Sudeste Asiático e depois no Canal da Mancha e Oceano Atlântico, sendo colocado na reserva em 1909. A Primeira Guerra Mundial começou em 1914 e o navio foi trazido de volta ao serviço, inicialmente atuando em patrulhas próximo do litoral africano. Em 1915 deu suporte para a Campanha de Galípoli e em seguida apoiou ações contra a Bulgária. Voltou para casa no ano seguinte e foi usado como navio de guarda até 1918, quando se transformou em um alojamento flutuante. Foi tirado de serviço em agosto de 1919 e desmontado em 1920.